# Europäische Sozialcharta
Die Europäische Sozialcharta (ESC) ist ein vom Europarat initiiertes und 1961 von einer Mehrheit seiner Mitglieder beschlossenes völkerrechtlich verbindliches Abkommen, das der Bevölkerung innerhalb der Unterzeichnerstaaten umfassende soziale Rechte garantiert. Die ESC trat am 26. Februar 1965 unter SEV-Nr. 035 in Kraft. 
Im Jahr 1996 wurde eine revidierte Fassung ausgearbeitet, die ihrerseits am 1. Juli 1999 in Kraft trat und seither gültig ist (SEV-Nr. 163). In Deutschland trat die revidierte Fassung am 1. Mai 2021 in Kraft (BGBl. II S. 1060).
Die Europäische Sozialcharta gewährt keine subjektiven Rechte und ist für den einzelnen Bürger keine Rechtsgrundlage für eine Klage vor Gericht.

## Geltungsbereich
Die Europäische Sozialcharta gilt für Menschen, die ihren ständigen Aufenthalt im Inland haben und sich rechtmäßig dort aufhalten sowie für Menschen, die rechtmäßig im Inland beschäftigt sind. Sie gilt zudem für Flüchtlinge im Sinne der UN-Konvention von 1951. Einzelne Bestimmungen sind auch auf Menschen anwendbar, die nicht ihren rechtmäßigen gewöhnlichen oder ständigen Aufenthalt im Inland haben.

## Soziale Rechte
Von der 1961 beschlossenen ESC wurden insgesamt 19 soziale Rechte benannt, darunter das Recht auf Arbeit, auf ein angemessenes Arbeitsentgelt, auf Berufsausbildung, auf soziale Sicherheit, auf freie Vereinigungen und Kollektivverhandlungen oder auch besondere Schutzrechte für Kinder, Jugendliche, Mütter und Familien. Sieben dieser Rechte entsprechen so genannten „bindenden Sozialrechten“: 
1. das Recht auf Arbeit,
2. das Koalitions- oder Vereinigungsrecht,
3. das Recht auf Kollektivverhandlungen,
4. das Recht auf soziale Sicherheit,
5. das soziale Fürsorgerecht,
6. das Recht auf besonderen gesetzlichen, wirtschaftlichen und sozialen Schutz der Familie, und
7. die Schutzrechte für Wanderarbeiter und ihre Familien.

Die 1996 revidierte Fassung der ESC beinhaltet insgesamt 31 Rechte und Grundsätze und ergänzt damit die alte Fassung zum Beispiel um das Recht auf eine Wohnung, den besonderen Schutz alter Menschen, Kündigungsschutz oder den Schutz vor Armut.

## Ratifizierung

Unterzeichner der Sozialcharta von 1961
Unterzeichner der revidierten Sozialcharta von 1996
Staaten, die nicht Mitglieder des Europarats sind

Deutschland und Österreich haben die ESC ratifiziert; die Schweiz und Liechtenstein hingegen nicht, obwohl sie die ESC 1976 (Schweiz) und 1991 (Liechtenstein) unterzeichnet hatten.
Die revidierte Fassung der Europäischen Sozialcharta von 1996 wurde 2007 von Deutschland unterzeichnet und 2021 ratifiziert.
Die Schweiz hat die revidierte Fassung der Europäischen Sozialcharta von 1996 weder unterzeichnet noch ratifiziert. AvenirSocial, der Berufsverband der Professionellen der Sozialen Arbeit in der Schweiz, hat 2009 die Kampagne Pro Sozialcharta initiiert, mit dem Ziel, die Ratifizierung der revidierten Europäischen Sozialcharta durch die Schweiz, voranzutreiben. Die Kampagne wird von zahlreichen Persönlichkeiten, NGOs, NPOs und Privaten unterstützt.

## Kontrollverfahren
Einzelpersonen können im Unterschied zur Europäischen Menschenrechtskonvention nicht gegen Verletzungen der in der Sozialcharta verankerten sozialen Rechte bei einem europäischen Gericht Beschwerde führen. 
Hingegen sieht das Protokoll über ein fakultatives Kollektivbeschwerdeverfahren von 1995 vor, dass internationalen Arbeitgeber- und Arbeitnehmerorganisationen sowie andere Nichtregierungsorganisationen (NGO), die auf internationaler Ebene wirken und über den Beobachterstatus beim Europarat verfügen ein Recht haben, Verletzungen von Chartaverpflichtungen durch die Vertragsstaaten zu rügen. Dieses Beschwerderecht steht auch nationalen Gewerkschaften und NGO der Vertragsparteien dieses Protokolls zu. Über diese Kollektivbeschwerden entscheidet in einem ersten Schritt der Sozialrechtsausschuss.
Ansonsten sieht die ESC ein mehrstufiges, nichtgerichtliches Kontrollverfahren vor. Die Vertragsstaaten müssen periodisch einen Bericht abliefern. Der Europäische Ausschuss für Sozialrechte prüft diese Staatenberichte auf die Vereinbarkeit mit der Sozialcharta. Er leitet seine Ergebnisse dem Regierungssozialausschuss weiter, der über Maßnahmen zur Beseitigung der festgestellten Mängel berät. Gestützt darauf kann das Ministerkomitee des Europarates mittels  Resolution den betroffenen Staat auffordern, sein nationales Recht und seine Anwendung in Übereinstimmung mit der Sozialcharta zu bringen. Dies geschah bisher in 37 Fällen, letztes Mal im Jahr 2007.